# Erika Büsch
Erika Büsch Guadalupe (sinh ngày 22 tháng 10 năm 1974) là nhà sáng tác, tay guitar, ca sĩ nổi tiếng người Uruguay

## Tiểu sử

### Lĩnh vực nghệ thuật
Lớp học nghệ thuật đầu tiên của Büsch là ở trường múa quốc gia, nơi cô tham gia các lớp học về lịch sử khiêu vũ, biểu diễn thân thể, đọc nhạc, vũ đạo, văn hóa truyền thống và được giới thiệu các bài học về khoa học xã hội và lịch sử văn hóa.
Sau đó, cô bắt đầu học guitar với các nghệ sỹ hòa nhạc Alfredo Escande, Eduardo Yur và Cristina Zárate. Sau khi tham gia Hội thảo âm nhạc nổi tiếng Uruguay (TUMP), cô đã học với Ney Peraza, Jorge Schellemberg và Guilherme de Alencar Pinto.
Büsch tiếp tục học tại University School of Music, Cô cũng học hài hòa với nhà soạn nhạc Esteban Klísich.
Sau đó, cô đã nghiên cứu về việc thành lập các hội thảo nhóm nhạc cho trẻ em "Tucanción" và nhóm làm phim hoạt hình cho trẻ em "Tungaitá".

### Tocando el tiempo

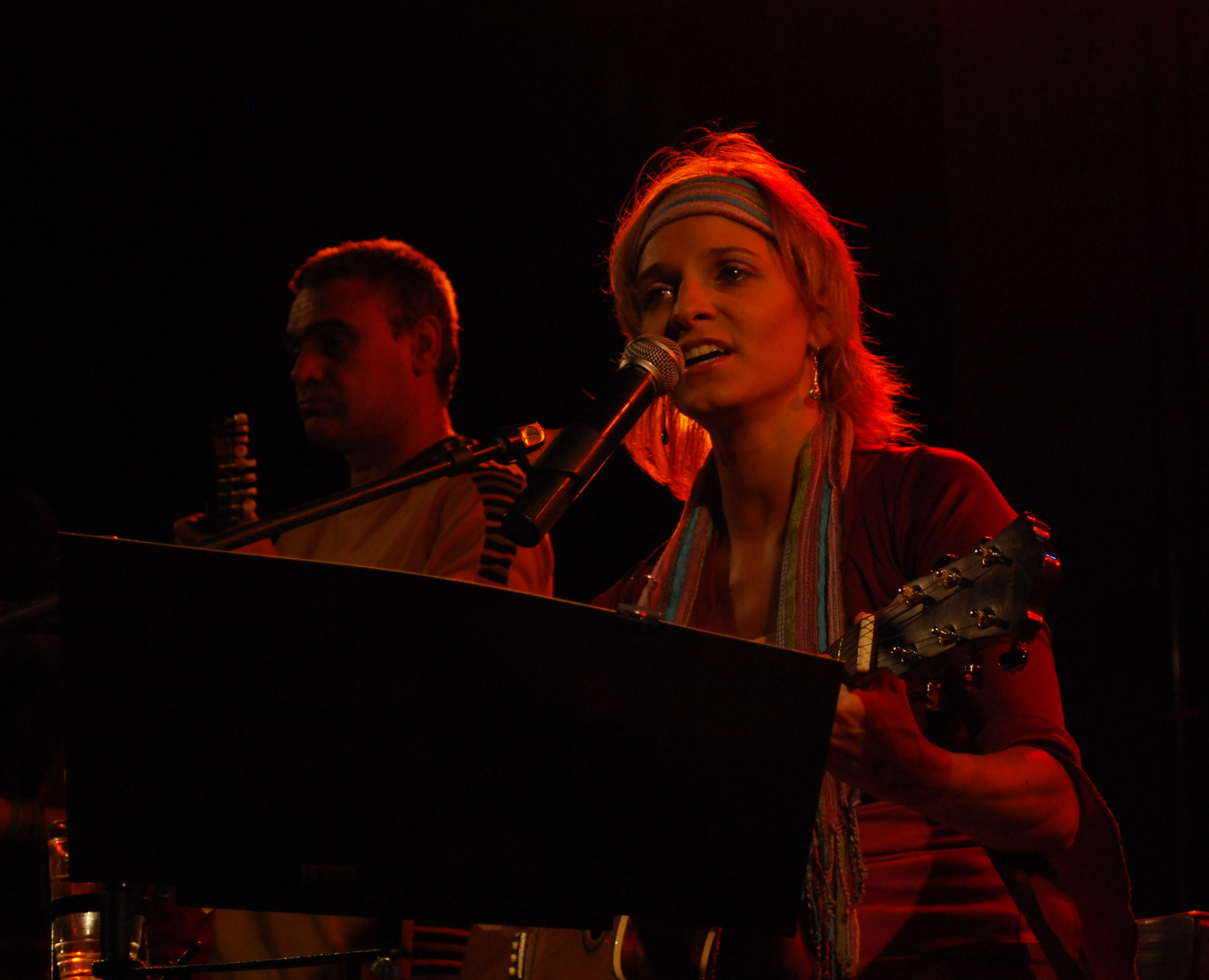
Erika Büsch tại buổi hòa nhạc tại Atlántida, Canelones, Uruguay

Năm 2002, Büsch tự tung ra album đầu tay dành cho người lớn của cô với tựa đề Tocando el tiempo. Album này chứa 14 bài hát gốc của nghệ sĩ, được đóng khung trong giai đoạn thử nghiệm, với những bài hát có nền nhịp điệu không giống như pop, tango và bossa nova.

### Por el gusto de cantar

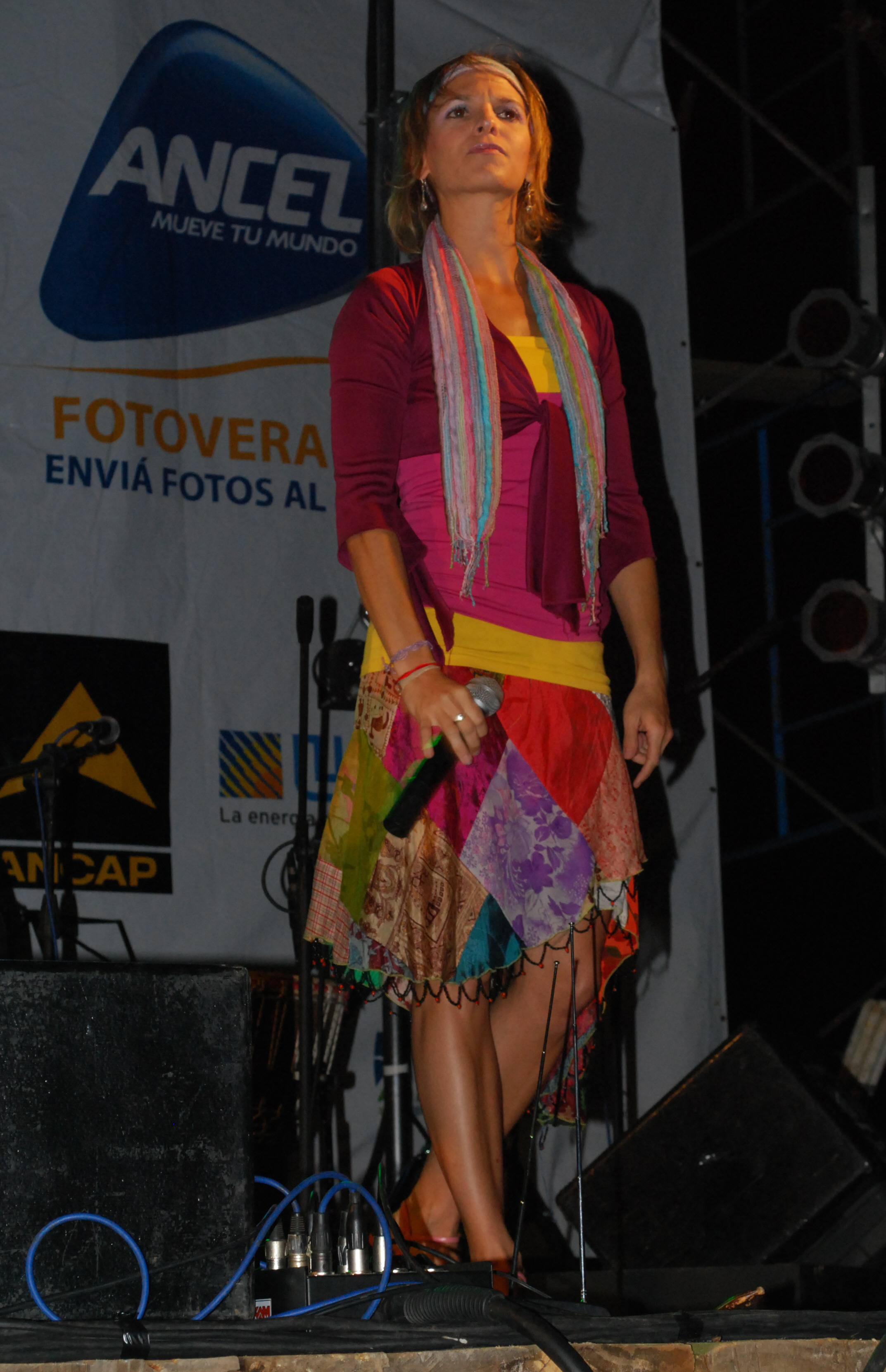
Erika Büsch tại một buổi hòa nhạc tại Atlántida

Năm 2004 và 2005, Büsch thực hiện một loạt các chương trình với Numa Moraes mang tên "Por el gusto de cantar" (vì tình yêu ca hát), trong đó họ biểu diễn tại Zitarrosa Hall ở Montevideo và có một chuyến lưu diễn khắp Peru. Các tiết mục biểu diễn của cô, ngoài các chủ đề của cả hai người, còn có các tác phẩm kết hợp của các tác giả Mỹ Latinh khác như Silvio Rodríguez, Violeta Parra, Atahualpa Yupanqui, và Carlos Puebla .
Năm 2006, cô đã đi đến Chile để đại diện cho Uruguay tại 47th Viña del Mar International Song Festival, nơi cô tham gia vào cuộc thi trình diễn các bài hát dân gian. Ở hạng mục đó đó, cô đã biểu diễn bài hát "Sinfonía Nocturna".

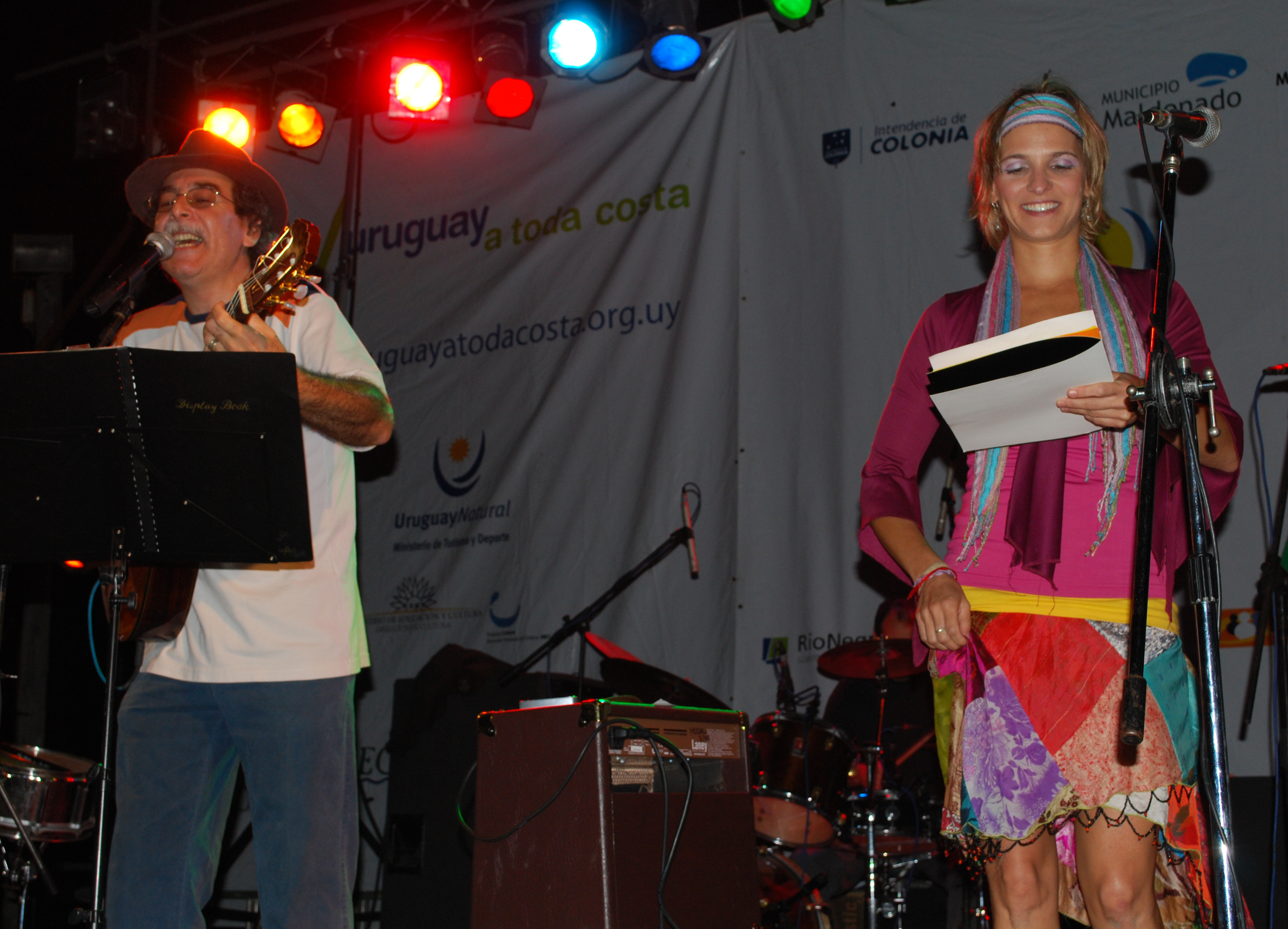
Erika Büsch và Mauricio Ubal năm 2009

Cô đã cùng với Numa Moraes một lần nữa, vào năm 2008, khởi động cho chuyến lưu diễn tại Canada đã giúp cô đến biểu diễn, tham gia các buổi nói chuyện và hội thảo ở các thành phố như Montreal, Ottawa, Toronto, Calgary, Quebec, Vancouver, and Edmonton.
Một lần nữa với Numa Moraes, Büsch đã đứng cùng sân khấu với các nghệ sĩ Uruguay có tầm quan trọng như Pepe Guerra, Mauricio Ubal, Daniel Viglietti và song ca cùng Larbanois – Carrero, cũng như các nhóm nhạc đến từ các quốc gia khác như Quilapayún.

## Danh sách đĩa nhạc

### Cho trẻ em
- Aserrín aserrán, las canciones de la abuela
- tuhermanaeZ
- Rondas infantiles

### Cho người lớn
- Tocando el tiempo (Ediciones T.G.B. 2002)
- Por el gusto de cantar (together with Numa Moraes. Montevideo Music Group 3394-2. 2005)